# Torpedera Colo Colo
La Torpedera Colo Colo fue una lancha torpedera de defensa de puerto de la Armada de Chile que combatió en la Guerra del Pacífico y fue el único navío de guerra chileno destinado al Lago Titicaca durante ese conflicto. Efectuó la «acción naval a más altura de la historia mundial», en lo que fue llamado la Toma del lago Titicaca.

## Nombre
La torpedera fue nombrada por Colo Colo, un sabio mapuche, que se lanzó a la fama cuando logra hacer elegir "Toqui" a Caupolicán, mediante la creación de una prueba consistente en levantar un tronco por una mayor cantidad de tiempo. Al aceptar los jefes mapuches Tucapel y Lincoyán esta prueba, sin quererlo, le dan tiempo a Caupolicán de llegar a la reunión y le facilitan el triunfo ya que la prueba le era favorable al último en realizarla.

## Construcción y armado
Construida por Astilleros Yarrow of Poplar, Isla de los Perros, río Támesis, Londres, con el número de construcción 476. Fue enviada por vía marítima a Chile. Llegó encajonada por partes, siendo armada en 1880 en Valparaíso.[cita requerida] Fue asignada a la Flotilla de torpederas chilenas con el numeral 2.

## Campaña naval de la Guerra del Pacífico

### Bloqueo del Callao
Durante la Guerra del Pacífico se distinguió en 1880 en los ataques de lanchas en El Callao. Participó en el Segundo Combate de Torpederas el 6 de diciembre de 1880. Se mantenía el bloqueo de El Callao con la corbeta "Chacabuco", la cañonera "Pilcomayo", el monitor "Huáscar" y el transporte "Angamos", a cargo el Capitán de Fragata Oscar Viel Toro. De día los buques fondeaban en la isla San Lorenzo y de noche cruzaban la bahía, sirviéndoles de avanzada las lanchas torpederas, constituidas por la "Fresia", al mando del Teniente 1.º Álvaro Bianchi Tupper, la "Guacolda" al mando del Teniente 2o. Recaredo Amengual Novajas y las "Colo Colo" y "Tucapel" al mando de los Guardiamarinas Gaspar García Pica y Víctor M. Donoso, respectivamente.

### Lago Titicaca

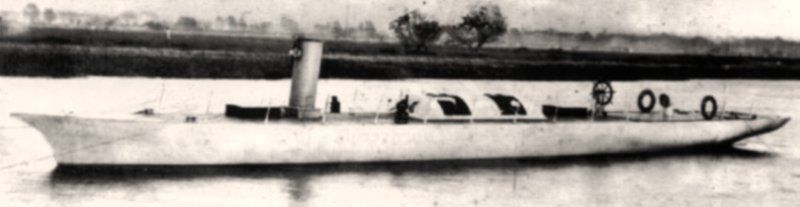
Pruebas de mar de la Torpedera en el río Támesis.

No obstante, Perú y Chile ya habían firmado la paz con el Tratado de Ancón del 20 de octubre de 1883, el contralmirante Lizardo Montero y el General César Canevaro resistían a aceptar las condiciones de paz con pérdida de territorio peruano, por lo que subsistían sospechas de apoyo de Bolivia a la causa peruana, con transmisión de información de inteligencia a algunas patrullas, e incluso tropas de refuerzo por medio de los cañoneros de vapor peruanos Yavarí y Yapurá, en el lago Titicaca.
El General José Velásquez Bórquez comandó la expedición militar que conquistó Arequipa y Puno, en un acabado plan estratégico en 1883. En esta campaña ideó, planificó y llevó a cabo una colosal empresa, llevar vía ferrocarril la lancha torpedera "Colo Colo" al Lago
Titicaca (3.812 m s. n. m.), con su dotación de personal, armamento y municiones.
En 1883 fue transportada por ferrocarril desde el Puerto de Ilo hasta Puno y lanzada allí a las aguas del lago Titicaca, donde realizó operaciones de patrullaje con una tripulación de dos oficiales y 25 marinos, al mando del Teniente 1.º Ángel Custodio Lynch Irwing. Así inicia diversos patrullajes, constituyéndose en el primer buque de guerra extranjero en navegar en el Titicaca y el primer buque de guerra chileno, que surca las aguas más altas del mundo.
La presencia de la torpedera en el lago impidió las comunicaciones lacustres y su uso para fines militares. Todas las embarcaciones peruanas que se habían refugiado en Chililaya, se entregaron a las autoridades chilenas encabezadas por el Coronel Diego Dublé Almeida.

## Destino
Cumplida su misión volvió a las aguas del Pacífico y fue llevada a Valparaíso, donde después de apoyar algunas labores hidrográficas, fue desmantelada en 1885.